# Blepharomastix haedulalis
Blepharomastix haedulalis là một loài bướm đêm trong họ Crambidae.